# Parafia Wszystkich Świętych w Mielżynie
Parafia Wszystkich Świętych w Mielżynie – rzymskokatolicka parafia należąca do dekanatu witkowskiego. Erygowana w 1456. Kościół parafialny został zbudowany w 2 połowie XVI wieku, przebudowany w 2 połowie XVIII wieku. Mieści się przy ulicy Kościelnej.

## Dokumenty
Księgi metrykalne: 
- ochrzczonych od 1945 roku
- małżeństw od 1945 roku
- zmarłych od 1945 roku